# Hockey su ghiaccio agli XI Giochi olimpici invernali
Il torneo di hockey su ghiaccio degli XI Giochi olimpici invernali del 1972, svoltosi per la prima volta in Giappone, fu il primo a non essere considerato valido come edizione del campionato del mondo di hockey su ghiaccio. Le partite si svolsero presso la Makomanai Ice Arena e il Tsukisamu Dome di Sapporo. Il torneo si svolse dal 3 al 13 febbraio 1972 e vi parteciparono 11 squadre.
Intitolate a partecipare furono le 6 squadre del gruppo A dei campionati mondiali del 1971, oltre alle migliori 5 del gruppo B e ai padroni di casa del Giappone. Poiché la Germania Est rinunciò a partecipare al torneo, invece delle 12 squadre previste ne rimasero solo 11. Questi furono i primi giochi olimpici senza la partecipazione del Canada, in conflitto con il CIO a causa del mancato riconoscimento dello status di professionisti agli atleti dell'URSS e che perciò si ritirò fino al 1977 da tutti gli eventi organizzati dalla IIHF.
Il torneo iniziò, come i due precedenti di Innsbruck e Grenoble, con un turno a eliminazione diretta. A questa fase preliminare non prese parte l'Unione Sovietica, in quanto detentrice del titolo olimpico e per via dell'abbandono della DDR. Gli altri incontri vennero stilati in base alle graduatorie dei mondiali precedenti, con scontri tra squadre del gruppo A e squadre del gruppo B. Questo torneo olimpico fu il primo senza la partecipazione della nazionale canadese. L'Unione Sovietica vinse l'oro per la quarta volta, mentre gli Stati Uniti costituirono una grossa sorpresa, vincendo l'argento pur provenendo dal Gruppo B mondiale.

## Partecipanti
Parteciparono al torneo olimpico undici rappresentative nazionali provenienti da tre continenti, con un numero variabile di giocatori.
- Cecoslovacchia (18)
- Finlandia (19)
- Germania Ovest (20)
- Giappone (19)
- Jugoslavia (20)
- Norvegia (18)

- Polonia (19)
- Stati Uniti (17)
- Svezia (20)
- Svizzera (18)
- Unione Sovietica (20)

## Turno preliminare
| Sapporo 3 febbraio 1972, ore 16:00 | Cecoslovacchia | 8 – 2 (1-0; 4-1; 3-1) | Giappone | Makomanai Ice Arena |

| Sapporo 3 febbraio 1972, ore 19:30 | Svezia | 8 – 1 (0-0; 4-0; 4-1) | Jugoslavia | Makomanai Ice Arena |

| Sapporo 4 febbraio 1972, ore 14:00 | Stati Uniti | 5 – 3 (2-1; 1-1; 2-1) | Svizzera | Makomanai Ice Arena |

| Sapporo 4 febbraio 1972, ore 19:00 | Germania Ovest | 0 – 4 (0-0; 0-3; 0-1) | Polonia | Makomanai Ice Arena |

| Sapporo 4 febbraio 1972, ore 19:00 | Finlandia | 13 – 1 (3-1; 5-0; 5-0) | Norvegia | Tsukisamu Dome |

Le vincenti disputarono il girone finale insieme all'Unione Sovietica, le perdenti invece disputarono il girone di consolazione.

## Girone di consolazione
| Sapporo 6 febbraio 1972, ore 12:30 | Norvegia | 5 – 2 (0-1; 3-0; 2-1) | Jugoslavia | Tsukisamu Dome |

| Sapporo 6 febbraio 1972, ore 16:00 | Germania Ovest | 5 – 0 (2-0; 0-0; 3-0) | Svizzera | Tsukisamu Dome |

| Sapporo 7 febbraio 1972, ore 12:30 | Germania Ovest | 6 – 2 (2-1; 3-1; 1-0) | Jugoslavia | Tsukisamu Dome |

| Sapporo 7 febbraio 1972, ore 14:30 | Giappone | 3 – 3 (1-1; 2-0; 0-2) | Svizzera | Makomanai Ice Arena |

| Sapporo 9 febbraio 1972, ore 10:00 | Giappone | 3 – 2 (2-2; 0-0; 1-0) | Jugoslavia | Makomanai Ice Arena |

| Sapporo 9 febbraio 1972, ore 14:00 | Germania Ovest | 5 – 1 (3-0; 0-0; 2-1) | Norvegia | Tsukisamu Dome |

| Sapporo 10 febbraio 1972, ore 10:00 | Giappone | 4 – 5 (2-2; 1-2; 1-1) | Norvegia | Makomanai Ice Arena |

| Sapporo 11 febbraio 1972, ore 14:00 | Svizzera | 3 – 3 (1-3; 1-0; 1-0) | Jugoslavia | Tsukisamu Dome |

| Sapporo 12 febbraio 1972, ore 14:00 | Norvegia | 5 – 3 (0-0; 1-2; 4-1) | Svizzera | Tsukisamu Dome |

| Sapporo 12 febbraio 1972, ore 16:00 | Giappone | 7 – 6 (3-1; 1-2; 3-3) | Germania Ovest | Makomanai Ice Arena |

| Pos. |                | PG | V | N | P | GF | GS | DR  | Pt |
| 7.   | Germania Ovest | 4  | 3 | 0 | 1 | 22 | 10 | +12 | 6  |
| 8.   | Norvegia       | 4  | 3 | 0 | 1 | 16 | 14 | +2  | 6  |
| 9.   | Giappone       | 4  | 2 | 1 | 1 | 17 | 16 | +1  | 5  |
| 10.  | Svizzera       | 4  | 0 | 2 | 3 | 9  | 16 | -7  | 2  |
| 11.  | Jugoslavia     | 4  | 0 | 1 | 3 | 9  | 17 | -8  | 1  |

## Girone finale
| Sapporo 5 febbraio 1972, ore 10:00 | Svezia | 5 – 1 (2-1; 1-0; 2-0) | Stati Uniti | Makomanai Ice Arena (?.000 spett.) |

| Sapporo 5 febbraio 1972, ore 14:00 | Cecoslovacchia | 14 – 1 (5-0; 3-1; 6-0) | Polonia | Makomanai Ice Arena (7.000 spett.) |

| Sapporo 5 febbraio 1972, ore 19:00 | Unione Sovietica | 9 – 3 (3-2; 3-1; 3-0) | Polonia | Makomanai Ice Arena (8.000 spett.) |

| Sapporo 7 febbraio 1972, ore 11:30 | Unione Sovietica | 3 – 3 (1-0; 1-0; 1-3) | Svezia | Makomanai Ice Arena (6.000 spett.) |

| Sapporo 7 febbraio 1972, ore 16:00 | Stati Uniti | 5 – 1 (1-1; 3-0; 1-0) | Cecoslovacchia | Tsukisamu Dome (3.000 spett.) |

| Sapporo 7 febbraio 1972, ore 19:30 | Finlandia | 5 – 1 (0-0; 4-0; 1-1) | Polonia | Tsukisamu Dome (3.500 spett.) |

| Sapporo 8 febbraio 1972, ore 14:00 | Cecoslovacchia | 7 – 1 (1-0; 3-0; 3-1) | Finlandia | Makomanai Ice Arena (5.000 spett.) |

| Sapporo 9 febbraio 1972, ore 14:00 | Svezia | 5 – 3 (1-0; 4-2; 0-1) | Polonia | Makomanai Ice Arena (6.000 spett.) |

| Sapporo 9 febbraio 1972, ore 19:00 | Unione Sovietica | 7 – 2 (2-0; 3-0; 2-2) | Stati Uniti | Makomanai Ice Arena (9.000 spett.) |

| Sapporo 10 febbraio 1972, ore 14:00 | Unione Sovietica | 9 – 3 (4-0; 4-2; 1-1) | Polonia | Makomanai Ice Arena (7.000 spett.) |

| Sapporo 10 febbraio 1972, ore 19:00 | Cecoslovacchia | 2 – 1 (0-0; 0-0; 2-1) | Svezia | Makomanai Ice Arena (12.000 spett.) |

| Sapporo 10 febbraio 1972, ore 19:00 | Stati Uniti | 4 – 1 (2-1; 1-0; 1-0) | Finlandia | Tsukisamu Dome (5.000 spett.) |

| Sapporo 12 febbraio 1972, ore 19:30 | Stati Uniti | 6 – 1 (2-0; 2-0; 2-1) | Polonia | Makomanai Ice Arena (8.000 spett.) |

| Sapporo 13 febbraio 1972, ore 9:00 | Finlandia | 4 – 3 (1-2; 1-1; 2-0) | Svezia | Makomanai Ice Arena (6.000 spett.) |

| Sapporo 13 febbraio 1972, ore 12:30 | Unione Sovietica | 5 – 2 (2-0; 2-1; 1-1) | Cecoslovacchia | Makomanai Ice Arena (12.000 spett.) |

| Pos. |                  | PG | V | N | P | GF | GS | DR  | Pt |
| 1.   | Unione Sovietica | 5  | 4 | 1 | 0 | 33 | 13 | +20 | 9  |
| 2.   | Stati Uniti      | 5  | 3 | 0 | 2 | 18 | 15 | +3  | 6  |
| 3.   | Cecoslovacchia   | 5  | 3 | 0 | 2 | 26 | 13 | +13 | 6  |
| 4.   | Svezia           | 5  | 2 | 1 | 2 | 17 | 13 | +4  | 5  |
| 5.   | Finlandia        | 5  | 2 | 0 | 3 | 14 | 24 | -10 | 4  |
| 6.   | Polonia          | 5  | 0 | 0 | 5 | 9  | 39 | -30 | 0  |

## Graduatoria finale
| Pos | Squadra          |
| --- | ---------------- |
|     | Unione Sovietica |
|     | Stati Uniti      |
|     | Cecoslovacchia   |
| 4   | Svezia           |
| 5   | Finlandia        |
| 6   | Polonia          |
| 7   | Germania Ovest   |
| 8   | Norvegia         |
| 9   | Giappone         |
| 10  | Svizzera         |
| 11  | Jugoslavia       |

| Campione olimpico di hockey su ghiaccio 1972 |
| Unione Sovietica 4º titolo                   |

| Pos | Squadra          | Formazione |
| --- | ---------------- | --- |
|     | Unione Sovietica | Alexandr Paškov, Vladislav Tret'jak, Gennadij Cygankov, Vitalij Davydov, Viktor Kuz'kin, Vladimir Lutčenko, Aleksandr Ragulin, Igor Romiševskij, Valerij Vasil'ev, Jurij Blinov, Anatolij Firsov, Valerij Charlamov, Aleksandr Jakušev, Aleksandr Mal'cev, Boris Michajlov, Evgenij Mišakov, Vladimir Petrov, Vladimir Šadrin, Vladimir Vikulov, Evgenij Zimin |
|     | Stati Uniti      | Michael Curran, Peter Sears, Charles Brown, James McElmury, Richard McGlynn, Bruce McIntosh, Thomas Mellor, Walter Olds, Frank Sanders, Kevin Ahearn, Larry Bader, Henry Boucha, Robbie Ftorek, Mark Howe, Keith Christiansen, Stuart Irving, Ronald Naslund, Craig Sarner, Timothy Sheehy                                                                     |
|     | Cecoslovacchia   | Vladimír Dzurilla, Jiří Holeček, Vladimír Bednář, Josef Horešovský, Oldřich Machač, František Pospíšil, Rudolf Tajcnár, Karel Vohralík, Josef Černý, Richard Farda, Ivan Hlinka, Jaroslav Holík, Jiří Holík, Jiří Kochta, Vladimír Martinec, Václav Nedomanský, Eduard Novák, Bohuslav Šťastný, Jan Havel                                                      |